# Aleksandryna de Bleschamp-Bonaparte

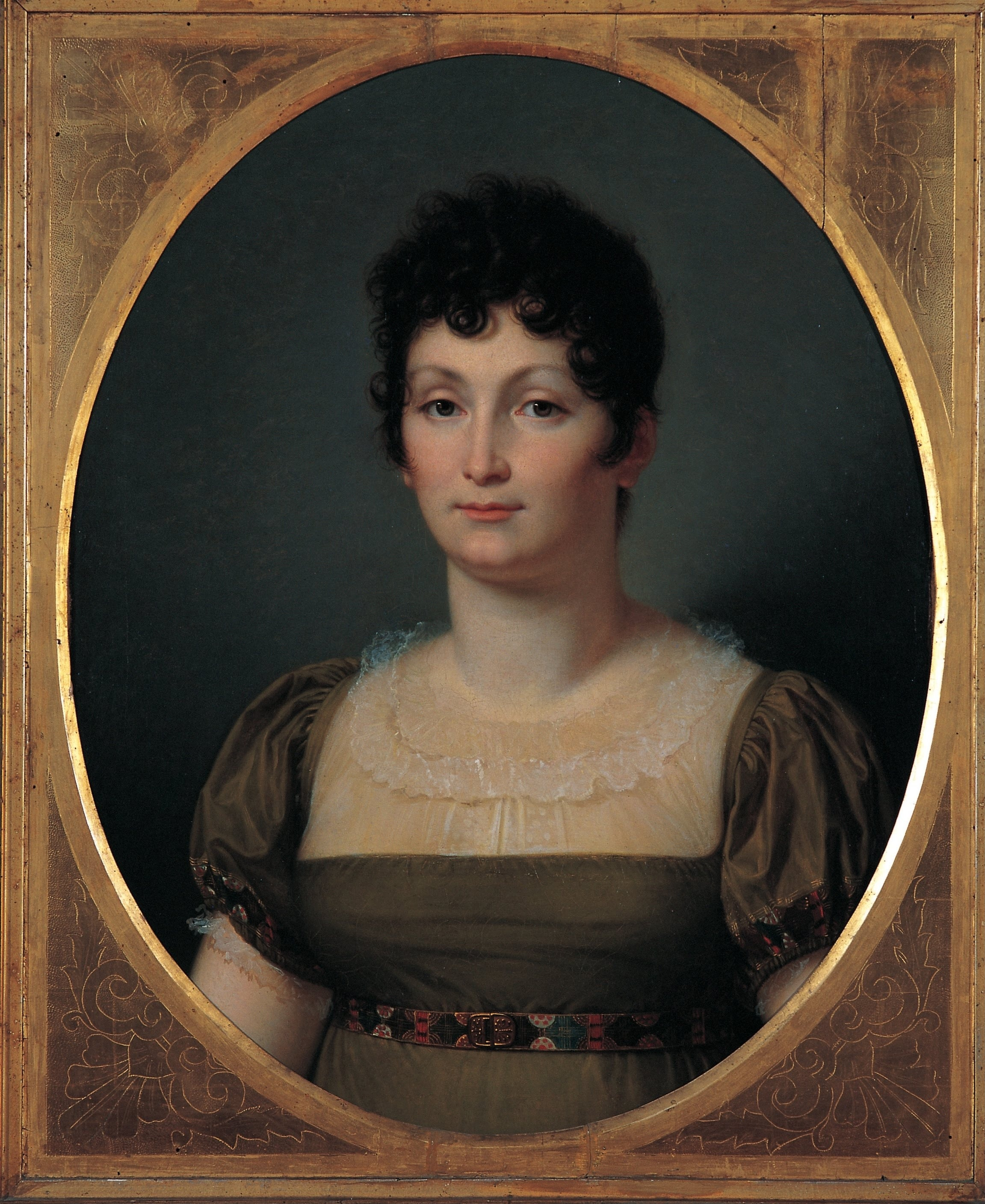

Herb rodowy Bonapartych

Aleksandryna Bonaparte (fr.: Marie-Laurence-Charlotte-Louise-Alexandrine, z domu de Bleschamp, 1:o voto Jouberthon de Vaubertie, 23 lutego 1778, Calais – 12 lipca 1855, Senigallia k. Ankony), druga żona brata Napoleona, Lucjana, księżna Canino.
Aleksandryna była córką Karola Jakuba de Bleschamp, liweranta królewskiej marynarki, i Filiberty Joanny Luizy Bouvet. Otrzymała staranne wychowanie w konwencie sióstr augustianek w Wersalu, po czym pomagała ojcu w czasie jego podróży handlowych po Francji, spędziła m.in. parę lat w Tours. W roku 1795 przeniosła się do Paryża i stała się bywalczynią różnych salonów epoki Dyrektoriatu. Na jednym z bali poznała agenta kantoru wymiany pieniędzy Jana Franciszka Jouberthona i poślubiła go w grudniu 1795. Mieli córkę Annę, później adoptowaną przez Lucjana Bonapartego. Jouberthon w niedługim czasie splajtował; szukając szczęścia porzucił żonę i dziecko i udał się na Haiti do korpusu generała Leclerka – wkrótce tam zmarł na żółtą febrę w czerwcu 1802.
W międzyczasie Aleksandryna poznała ok. r. 1801 na przyjęciu u hrabiego de Laborde w Méréville (Essonne) owdowiałego od 1800 r. Lucjana Bonapartego i powstało między nimi uczucie. Lucjan kupił dla niej pałac połączony tajnym przejściem z jego własną rezydencją Hôtel de Brienne. 24 maja 1803 urodziło się pierwsze dziecko Karol Lucjan. 23 października tegoż roku kochankowie się pobrali w ceremonii cywilnej.
Napoleon użył wszystkich możliwych środków nacisku, by doprowadzić do rozwodu brata. Nie udało mu się to i Aleksandryna dzieliła z mężem wszystkie stadia wygnania, w Rzymie, w Anglii i na koniec w Canino koło Viterbo. Urodziła dziewięcioro ich dzieci. Kiedy w 1840 roku owdowiała, rząd francuskiej monarchii lipcowej zezwolił jej na osiedlenie się w Paryżu. Miała tam ożywione kontakty z Wiktorem Hugo, Alfonsem de Lamartine i innymi literatami, wystąpiła na łamach dzienników protestując przeciwko uwłaczającym pamięci Lucjana, złośliwym insynuacjom Adolphe’a Thiersa w jego Historii Konsulatu i Cesarstwa. Około roku 1849 opuściła Francję i osiedliła się w Sinigaglia (ob. Senigallia) nad brzegiem Adriatyku. Po dekrecie Napoleona III z 21 czerwca 1853, który nadał jej dzieciom i ich potomkom (ale nie jej samej) tytuł książąt Cesarstwa – bez praw do tronu – napisała do niego pełen oburzenia list, nazywając jego „łaskę” nową obrazą i okrucieństwem. Zmarła dwa lata później w Italii.